# 9대 닥터
9대 닥터 (Ninth Doctor, 아홉 번째 닥터)는 BBC의 텔레비전 공상과학 드라마 《닥터 후》의 주인공인 닥터의 모습 중 하나이다. 2005년 새롭게 부활한 드라마의 시즌 1에 등장하였으며, 크리스토퍼 에클스턴이 배역을 맡았다. 작중 닥터는 시간 여행을 하는 타임 로드라고 알려진 인간형 외계인 종족이다. 닥터는 위독한 부상을 입었을 때 자신의 몸을 재생성시킬수 있으나, 그렇게 하면서 신체적으로 새로운 모습을 얻고 그 모습으로 특유의 새로운 성격이 생기게 된다.
9대 닥터에 대한 제작팀의 접근과 에클스턴이 역을 맡은 것은 에클스턴이 그의 역할이 덜 별나게(eccentric) 될 것이라고 언급하는 등 의도적으로 선대와 다르게 하면서 주목을 받았다. 21세기의 시청자들에게 알맞도록 닥터에게는 스스로 자주적이고 용감하게 행동하도록 설정된 하나의 동행자인 로즈 타일러가 주어졌다. 또한 닥터는 동행자들을 방해시키는 행동을 하고 결국엔 보잘것없음을 증명하고 마는 악역 애덤 미첼를 버리고 행실을 고친 51세기에서 온 사기꾼 잭 하크니스와도 잠시 동안 여행한다. 닥터, 로즈, 잭은 최종 팀을 이루지만 시리즈 마지막화에서는 각각 어려운 결정을 하고 외관을 포기하는 식으로 헤어지게 된다.
2006년 닥터 후 매거진은 에클스턴의 닥터를 세번째로 가장 인기있는 닥터로 뽑았다. 주류 언론사와 공상과학 평론가들 모두 일반적으로 9대 닥터와 에클스턴이 1996년과 2005년 사이의 휴재기에 따른 드라마를 재정립시키는 데 도움을 준 공적을 인정했다. 9대 닥터가 그의 최대의 적인 달렉들과 대화한 것은 특히 호평을 받았다. 에클스턴은 시리즈 하나로 2005년 내셔널 텔레비전 어워드 최고의 배우 상을 포함한 몇몇 상을 수상했다.

## 등장
9대 닥터는 19살 여점원 로즈 타일러 (빌리 파이퍼)를 일하던 백화점에서 오톤의 공격에서 구출해주는 내용의 에피소드 "Rose"에서 처음으로 등장한다. 닥터는 로즈를 도와준 뒤 네스틴의 의식을 물리치고 타디스로 떠나는 자신의 여행에 그녀를 초대한다. 첫번째 여행에서 닥터는 지구가 파괴되는 모습을 보여주러 로즈를 5,000,000년으로 데려간다. 여기서 닥터의 종족인 타임 로드는 절멸했고 닥터는 자기 종족의 마지막 생존자라는 것이 밝혀진다. 그 다음 그들은 1869년 카디프를 방문했다가 닥터가 완전 팬이라고 하는 작가 찰스 디킨스를 우연히 만난다. 죽을 위기가 거의 닥쳐왔을 때 닥터는 로즈에게 만나서 기뻤다고 말한다. 로즈를 집에 데려다주면서 닥터는 뜻하지 않게 둘이서 떠난 후 12달 뒤의 지구로 돌아오게 된다. 닥터는 자기가 벌인 짓 때문에 로즈의 엄마 재키 타일러 (카밀 코두리)와 로즈의 살해 용의자가 되어버린 로즈의 남자친구 미키 스미스 (노엘 클라크)에게 인터넷 납치범 취급을 받는다. 미키가 슬리딘을 막도록 닥터와 로즈를 도와준 뒤, 닥터는 미키에게 타디스 내에 자리를 마련해주지만 미키는 거절한다. 에피소드 "Dalek"에서 닥터는 '시간 전쟁'으로 절멸한 종족이라고 믿고 있던 달렉과 마주하는데, 시간 전잴은 타임 로드와 달렉 간에 벌어져 두 종족 모두 멸종되면서 끝난 사건이었기에 닥터 스스로도 죄책감을 느끼고 있었다. 닥터는 아직도 남아있는 적대감에 살아남은 달렉을 고문하고 에피소드 끝에 와서는 콜드 블러드로 죽이려 들지만, 로즈가 소리치자 결국 그만둔다.
에피소드 "Dalek" 막바지에서는 애덤 미첼 (브루노 랭글리)이 동행자로 합류했지만 에피소드 "The Long Game"에서 자신이 있던 시간대로부터 200,000년 뒤의 우주 정거장 5호에서 미래의 지식들을 몰래 가져가려 하자 닥터는 그를 타디스에서 쫓아낸다. 닥터는 로즈의 아빠인 피트 타일러 (션 딩월)가 돌아가신 사건 현장으로 로즈를 데려다주는데, 로즈가 아빠를 살리면서 모순을 일으키자 로즈에게 크게 화를 낸다. 하지만 피트가 시간대를 되돌리려고 죽었을 때에는 그의 죽는 모습에 무관심한 것처럼 보이게 로즈에게 동정과 격려를 해준다. 닥터는 51세기에서 온 사기꾼이자 전 시간 요원이었던 잭 하크니스 대위 (존 바로우만)를 1941년에 만나고, 잭 하크니스가 사람들을 가스 마스크 좀비로 바꾸면서 인류를 샅샅이 쓸어가는 나노 기술로 만들어진 치명적인 전염병을 발생시켰음을 깨닫는다. 사태 해결 뒤 잭은 죽음을 각오하지만 닥터가 구해주고 타디스 선내로 초대한다. 닥터가 오늘날의 카디프에서 슬리딘 일가의 마지막 생존자 (앤너트 배드랜드)를 조우했을 때 사형 집행을 위하여 그녀의 고향으로 보낼지 말 것인지 고민한다. 에피소드 도중에 닥터는 자신과 로즈가 'Bad Wolf'라는 단어를 계속해서 가로질러 왔다는 것을 처음으로 알아차린다. 에피소드 "Bad Wolf"에서 닥터와 로즈, 그리고 잭은 자신들이 우주 정거장 5호를 본부로 둔 배드 울프 주식회사 내부로 휘말렸음을 알게 된다. 하지만 진짜 적은 달렉이었다는 것이 드러나고, 달렉 황제도 시간 전쟁에서 살아남아 달렉 종족을 재건하고 있었다. 닥터는 달렉 군단의 파괴를 시도하기 전 로즈를 지키기 위해 그녀를 21세기로 보낸다. 그 시도가 지구의 대부분을 파괴시킬 것임을 깨달은 닥터는 그렇게 하지 못하고, 살인자보다 겁쟁이가 나을 것이라고 단언한다. 시간 소용돌이의 에너지를 흡수한 로즈는 닥터에게 되돌아와 달렉들을 파괴하게 된다. 시간 소용돌이를 품어서 죽어가는 로즈를 구하기 위해, 닥터는 로즈와 키스하여 해로운 영향을 없앤다. 그러나 그로 인해 자신의 세포가 손상되어 스스로를 재생성시키고, 10대 닥터 (데이비드 테넌트)가 그의 자리를 대신하게 된다.
9대 닥터의 시작은 2005년에는 볼 수 없었지만, 2013년에 닥터 후의 50주년 기념 스페셜 에피소드 "The Day of the Doctor"에서 조금이나마 등장했다. 시간 전쟁이 마무리된 직후 워 닥터 (존 허트)가 나이가 들어 죽는다. 9대 닥터의 배우인 에클스턴이 에피소드에 돌아오는 것을 거절했기 때문에 재생성 장면은 에클스턴의 모습이 완전히 보여지기 전에 짧게 잘렸다. 다만 줄거리상 장면에서 짧게 등장하며 끝부분에서는 과거의 다른 닥터들과 나란히 섰다.

## 같이 보기
- 크리스토퍼 에클스턴
- 닥터 후 (시리즈 1)
- 닥터 (닥터 후)